# چاغلیان (یوسف‌علی)
چاغلیان (به ترکی استانبولی: Çağlıyan) یک منطقهٔ مسکونی در ترکیه است که در یوسف‌علی واقع شده‌است. چاغلیان ۳۲ نفر جمعیت دارد.